# 飯山藩
飯山藩（いいやまはん）は、信濃国下水内郡飯山（現在の長野県飯山市）を支配した藩。藩庁は飯山城。

## 概要
慶長8年（1603年）、松平忠輝が北信濃4郡を支配したとき、その付属大名である皆川広照が4万石で飯山に入ったことが、飯山藩の始まりである。しかし慶長14年（1609年）に広照は忠輝の素行不良を訴えたために徳川家康の怒りを買い、改易されてしまった。翌年、越後の堀家が改易されると、堀一族であった堀直寄が飯山に入る。直寄は千曲川の治水工事や新田開発を積極的に推し進めて藩の支配体制を固めようとしたが、元和2年（1616年）に直寄は越後長岡藩へ移封となる。代わって近江国内より佐久間安政が3万石で入る。安政は織田信長の家臣で「鬼玄蕃」の異名を取った佐久間盛政の弟である。安政の後はその子・佐久間安長、そして安長の子・佐久間安次が継いだが、寛永15年（1638年）に安次が夭逝したため、佐久間氏は無嗣断絶で改易となった。
翌年、松平忠倶が遠江掛川藩から4万石で入る。忠倶・松平忠喬の二人は地方巧者の野田喜左衛門を登用して用水路開設や新田開発、税制の確立に努めて藩政を安定化させた。宝永3年（1706年）に松平氏は掛川に戻され、代わって播磨赤穂藩から永井直敬が3万3000石で入る。しかし直敬は5年後の正徳元年（1711年）に武蔵岩槻藩へ移封され、代わって摂津尼崎藩から青山幸秀（幸侶）が4万8000石で入る。しかしこれもわずか6年後の享保2年（1717年）に丹後宮津藩に移封された。代わって越後糸魚川藩より本多助芳が2万石で入る。この本多氏は、本多正信に近い系統である。
糸魚川1万石から1万石加増されて2万石になったが、しかしこれはあくまで表高であり、実高としては同地は相次ぐ千曲川の水害のために、糸魚川1万石よりも収入が少なかった。助芳の頃の家老の本多弥五兵衛の工作などが幕府に認められたこともあり、享保9年（1724年）に替え地が用意され、石高も3万5000石となった。本多家は飯山藩領を城下・外様組・川辺組・山之内組に分けて支配した。
明治元年（1868年）の戊辰戦争では、藩主の本多助成は新政府への態度が曖昧であるとして叱責を受けている。越後高田藩方面から旧幕府軍の衝鋒隊が飯山藩領に侵入し、飯山を拠点化しようとした。この動きに対しても藩は当初は日和見的な態度を取っていたが、突然衝鋒隊に対して発砲し、城下は戦火の被害を受けている。その後北越戦争、会津戦争に参戦した。翌年、第9代藩主・本多助寵は版籍奉還により飯山藩知事となる。そして明治4年（1871年）の廃藩置県により、飯山藩は廃藩となって飯山県となり、同年末には長野県に編入された。

## 歴代藩主

### 皆川家
4万石（譜代）。慶長8年（1603年）2月6日-慶長14年（1609年）10月27日。
1. 皆川広照（ひろてる）従四位下。山城守。

### 堀家
4万石（外様）。慶長15年（1610年）2月3日-元和2年（1616年）7月28日。
1. 堀直寄（なおより）従五位下。丹後守。

### 佐久間家
3万石（外様）。元和2年（1616年）10月-寛永15年（1638年）11月20日。
1. 佐久間安政（やすまさ）従五位下。備前守。元和2年（1616年）10月-寛永4年（1627年）4月25日。
2. 佐久間安長（やすなが）従五位下。日向守。寛永5年（1628年）- 寛永9年（1632年）4月12日。
3. 佐久間安次（やすつぐ）なし。寛永9年（1632年）8月26日-寛永15年（1638年）11月20日。

### 松平（桜井）家
4万石（譜代）。寛永16年（1639年）3月3日-宝永3年（1706年）1月28日。
1. 松平忠倶（ただとも）従五位下。遠江守。寛永16年（1639年）3月3日-元禄9年（1696年）5月26日。
2. 松平忠喬（ただたか）従五位下。遠江守。元禄9年（1696年）7月25日-宝永3年（1706年）1月28日。

### 永井家
3万3000石（譜代）。宝永3年（1706年）1月28日-正徳元年（1711年）2月11日。
1. 永井直敬（なおひろ）従五位下。伊賀守。

### 青山家
4万8000石（譜代）。正徳元年（1711年）2月11日-享保2年（1717年）2月11日。
1. 青山幸秀（よしひで）従五位下。大膳亮。

### 本多家
2万石→3万5000石（譜代）。享保2年（1717年）2月11日-明治4年（1871年）7月15日。
1. 本多助芳（すけよし）従五位下。若狭守。享保2年（1717年）2月11日-享保10年（1725年）4月14日。
2. 本多康明（やすあきら）従五位下。豊後守。享保10年（1725年）6月9日-享保15年（1730年）8月10日。
3. 本多助有（すけもち）従五位下。伊勢守。享保15年（1730年）10月9日-元文2年（1737年）9月20日。
4. 本多助盈（すけみつ）従五位下。相模守。元文2年（1737年）11月16日-安永3年（1774年）2月5日。
5. 本多助受（すけつぐ）従五位下。豊後守。 安永3年（1774年）3月29日-文化3年（1806年）7月23日。
6. 本多助賢（すけとし）従四位下。豊後守。文化3年（1806年）7月26日-安政5年（1858年）4月22日。
7. 本多助実（すけざね）従五位下。伊勢守。安政5年（1858年）4月22日-慶応3年（1867年）4月4日。
8. 本多助成（すけしげ）従五位下。伊勢守。慶応3年（1867年）4月4日-慶応4年（1868年）7月23日。
9. 本多助寵（すけたか）なし。慶応4年（1868年）7月23日-明治2年（1869年）6月22日。
10. 本多助実（すけざね）従五位下。伊勢守。（第7代藩主の再任）明治2年（1869年）9月2日-明治4年（1871年）7月15日。

## 幕末の領地
- 信濃国
  - 水内郡のうち - 1町57村

顔戸村 (462石5斗8升2合0勺0才1撮)・下柳沢村 (221石1斗3升6合9勺9才3撮)・五束村 (257石0斗3升3合9勺9才7撮)・堀ノ内村 (224石0斗4升8合0勺0才4撮)・北条村 (151石9斗8升7合0勺0才0撮)・五荷村 (184石561合9勺9才6撮)・瀬木村 (227石6斗6升4合9勺9才3撮)・蕨野村 (201石5斗0升5合9勺9才7撮)・温井村 (241石6斗2升1合9勺9才4撮)・下境村 (66石7斗5升2合99才8撮)・上境村 (316石5斗0升2合0勺1才4撮)・曾根村 (104石3斗6升9合0勺0才3撮)・下今井村 (502石1斗1升0合9勺9才2撮)・大坪村 (380石4斗0升7合0勺1才3撮)・戸狩村 (806石4斗8升9合0勺1才4撮)・小泉村 (291石6斗6升1合9勺8才7撮)・尾崎村 (418石9斗4升1合0勺1才0撮)・法寺村 (314石6斗8升1合0勺0才0撮)・永江村 (1298石1斗0升9合9勺8才5撮)・穴田村 (761石8斗7升7合9勺9才1撮)・東柏原村 (515石4斗0升1合9勺7才8撮)・倉井村 (1524石0斗2升6合9勺7才8撮)・芋川村 (1949石7斗9升8合9勺5才0撮)・赤塩村 (1598石5斗6升2合9勺8才8撮)・普光寺村 (1020石34升3合0勺1才8撮)・船竹村 (567石7斗42合9勺8才1撮)・石村 (893石1斗4升0合0勺1才5撮)・蓮村 (1274石1斗7升79勺7才9撮)・南郷村 (526石8斗0升6合0勺3才0撮)・田子村 (272石6斗6升0合0勺0才4撮)・吉村 (430石0斗0升0合0勺0才0撮)・柴津村 (723石9斗5升5合9勺9才4撮)・荒瀬原村 (242石7斗1升6合9勺9才5撮)・笠倉村 (230石9斗9升6合0勺0才2撮)・替佐村 (973石4斗4升0合9勺7才9撮)・上今井村 (1227石5斗4升1合0勺1才6撮)・蟹沢村 (675石6斗6升9合9勺8才3撮)・大倉村 (666石8斗1升4合0勺2才6撮)・川谷村 (360石9斗5升0合9勺8才9撮)・浅野村 (953石63升0合0勺0才5撮)・神代村 (1325石9斗5升2合0勺2才6撮)・平出新田 (247石2斗8升7合9勺9才4撮)・平出村 (283石4斗1升1合0勺1才1撮)・中条村 (459石5斗3升6合0勺1才1撮)・小境村 (710石4斗3升9合0勺2才6撮)・静間村 (1449石5斗7升6合0勺5才0撮)・飯山町 (2728石8斗2升7合8勺8才1撮)・奈良沢村 (585石6斗8升9合0勺2才6撮)・上倉村 (636石9斗4升3合9勺7才0撮)・南条村 (696石5斗8升0合9勺9才4撮)・四ツ屋村 (120石0斗6升8合0勺0才1撮)・藤木村 (404石3斗5升1合9勺9才0撮)・大川村 (100石1斗6升3合0勺0才2撮)・山口村 (260石6斗3升5合0勺1才0撮)・笹川村 (328石3斗8升2合9勺9才6撮)・富倉村 (211石6斗2升3合0勺0才1撮)・中曾根村 (294石1斗1升4合9勺9才0撮)・三才村 (286石2斗9升0合9勺8才5撮)		